# You’re Lookin’ at Me (A Collection of Nat King Cole Songs)
You’re Lookin’ at Me (A Collection of Nat King Cole Songs) — студийный альбом Кармен Макрей 1983 года, записанный в честь Нэта Кинга Коула.
В альбоме участвует гитарист Джон Коллинз, бывший участник трио Нэта Кинга Коула.
Пластинка номинировалась на «Грэмми» как лучший джазовый вокальный альбом

## Отзывы критиков
| Оценки критиков               | Оценки критиков |
| Источник                      | Оценка          |
| ----------------------------- | --------------- |
| AllMusic                      | [ 3 ]           |
| Encyclopedia of Popular Music | [ 4 ]           |

Рецензент AllMusic Скотт Яноу отмечает, что «трибьют имеет свои сильные и слабые стороны: она мудро добавила бывшего гитариста Коула Джона Коллинза в своё постоянное трио и подобрала отличный материал (в том числе „I’m an Errand Girl for Rhythm“, „I Can’t See for Lookin'“ и „Just You, Just Me“), однако фразировка Макрей сильно отличается от Коула, и почему она спела „Sweet Lorraine“, не изменив ни одного слова? Несмотря на эти оговорки, в этом сете достаточно сильных моментов».
В журнале Stereo Review написали: «Последним художественным документом от национального сокровища джаза под названием „Кармен Макрей“ является эта коллекция прекрасно исполненных и прекрасно записанных песен Нэта Кинга Коула».

## Список композиций
| №  | Название                        | Автор(ы)                               | Длительность |
| -- | ------------------------------- | -------------------------------------- | ------------ |
| 1. | «I’m an Errand Girl for Rhythm» | Нэт Кинг Коул                          | 3:33         |
| 2. | «Beautiful Moons Ago»           | Нэт Кинг Коул, Оскар Мур               | 3:10         |
| 3. | «The Frim Fram Sauce»           | Редд Эванс, Джо Рикардел               | 3:58         |
| 4. | «Come in Out of the Rain»       | Боб Расселл, Карл Сигман, Руперт Уотес | 3:12         |
| 5. | «How Does It Feel?»             | Марвин Фишер, Рой Альфред              | 4:04         |

| №  | Название                  | Автор(ы)                     | Длительность |
| -- | ------------------------- | ---------------------------- | ------------ |
| 1. | «If I Had You»            | Джимми Кэмпбелл, Ирвинг Кинг | 3:49         |
| 2. | «I Can’t See for Looking» | Надин Робинсон, Док Стэнфорд | 3:29         |
| 3. | «Sweet Lorraine»          | Клифф Бервелл, Митчелл Пэриш | 3:34         |
| 4. | «You’re Looking at Me»    | Бобби Труп                   | 4:12         |
| 5. | «Just You, Just Me»       | Джис Грир, Реймонд Клейджес  | 3:57         |

## Участники записи
- Кармен Макрей — вокал
- Маршалл Отуэлл — фортепиано
- Джон Коллинз[англ.] — гитара
- Джон Лефтвич — контрабас
- Дональд Бейли[англ.] — ударные